# Deng (divinità)
Deng, è una divinità della mitologia dei Dinka del Sudan.

## Nel mito
Divinità del cielo dove si trova la sua dimora. Comanda la pioggia e con essa controlla raccolti e la fertilità del bestiame. Usa le folgori come Zeus, con le quali fa salire nel cielo chi colpisce.
Si narra di lui anche in occasione di Abuk, una donna che lo offese  pestando più grano di quanto le fosse permesso, questo causò nella divinità del risentimento che costò alla gente la fatica del lavoro.